# براد كرادوك
براد كرادوك (بالإنجليزية: Brad Craddock) هو لاعب كرة قدم أمريكية أسترالي، ولد في 24 يونيو 1992 في أديلايد في أستراليا.